# Propyria flora
Propyria flora är en fjärilsart som beskrevs av William Schaus 1911. Propyria flora ingår i släktet Propyria och familjen björnspinnare. Inga underarter finns listade i Catalogue of Life.